# رامزن (راینلاند-فالتس)
رامزن (به آلمانی: Ramsen) یک شهر در آلمان است که در دنرسبرگکرایس واقع شده‌است. رامزن ۱٬۷۷۷ نفر جمعیت دارد.